# Ревлок (Пенсільванія)
Ревлок (англ. Revloc) — переписна місцевість (CDP) в США, в окрузі Кембрія штату Пенсільванія. Населення — 531 особа (2020).

## Географія
Ревлок розташований за координатами 40°29′29″ пн. ш. 78°45′49″ зх. д. / 40.49139° пн. ш. 78.76361° зх. д. (40.491395, -78.763664).  За даними Бюро перепису населення США в 2010 році переписна місцевість мала площу 0,89 км², уся площа — суходіл.

## Демографія
Згідно з переписом 2010 року, у переписній місцевості мешкало 570 осіб у 220 домогосподарствах у складі 155 родин. Густота населення становила 640 осіб/км².  Було 242 помешкання (272/км²).
Расовий склад населення:
| - 96,8 % — білих - 1,1 % — чорних або афроамериканців - 0,5 % — азіатів - 0,2 % — вихідців з тихоокеанських островів |

До двох чи більше рас належало 1,4 %. Частка іспаномовних становила 0,5 % від усіх жителів.
За віковим діапазоном населення розподілялося таким чином: 25,8 % — особи молодші 18 років, 59,5 % — особи у віці 18—64 років, 14,7 % — особи у віці 65 років та старші. Медіана віку мешканця становила 37,8 року. На 100 осіб жіночої статі у переписній місцевості припадало 102,8 чоловіків;  на 100 жінок у віці від 18 років та старших — 104,3 чоловіків також старших 18 років.
Середній дохід на одне домашнє господарство  становив 43 381 долар США (медіана — 31 250), а середній дохід на одну сім'ю — 48 834 долари (медіана — 34 000). За межею бідності перебувало 23,6 % осіб, у тому числі 41,1 % дітей у віці до 18 років та 13,5 % осіб у віці 65 років та старших.
Цивільне працевлаштоване населення становило 307 осіб. Основні галузі зайнятості: освіта, охорона здоров'я та соціальна допомога — 28,7 %, роздрібна торгівля — 12,7 %, виробництво — 8,8 %, мистецтво, розваги та відпочинок — 8,8 %.